# Jean-Christophe Raufflet
 (octobre 2018).
Si vous disposez d'ouvrages ou d'articles de référence ou si vous connaissez des sites web de qualité traitant du thème abordé ici, merci de compléter l'article en donnant les références utiles à sa vérifiabilité et en les liant à la section « Notes et références ».
Jean-Christophe Raufflet, né le 16 octobre 1967 à Caen, est un illustrateur et dessinateur de bandes dessinées français.

## Publications
- Les petits cuisiniers Tome 2 - Ed. Unicef (1992) - Dessin de Jean-Christophe Raufflet et Valérie Pettinari.
- Urban Games Tome 1 - Ed. Humanoïdes associés (1999) :Les rues de Monplaisir, dessin de Jean-Christophe Raufflet, Laurent Hirn et Laurent Cagniat, scénario de Luc Brunschwig[1].
- Super-Mamie (collection Ratus poche) Ed. Hatier - Histoires écrites par Jeanine et Jean Guion.
  1. Super-Mamie et le dragon (6-7 ans).
  2. Le Noël magique de Super-Mamie (6-7 ans).
  3. Les farces magiques de Super-Mamie (6-7 ans).
  4. Super-Mamie, maîtresse magique (7-9 ans)
  5. Au secours, Super-Mamie ! (7-9 ans)
  6. Super-Mamie et la machine à rétrécir (7-9 ans)
  7. Super-Mamie, sirène magique (7-9 ans)
  8. Le mariage de Super-Mamie (9-12 ans)
  9. Super-Mamie s'en va-t-en guerre (9-12 ans)
- Mystère au cirque Alzared, Guy Jimenes, Nathan, l'énigme des vacances,  (ISBN 9782091844053)[2].